# Robert de Poel
Robert de Poel (Papendrecht, 14 mei 1970) is een Nederlands voormalig professioneel wielrenner. Hij startte na de beëindiging van zijn professionele carrière bij de amateurs.

## Belangrijkste overwinningen
1991
- Eindklassement Flèche du Sud

1993
- Eindklassement Delta Tour Zeeland

1994
- 4e etappe Ronde van Oostenrijk

1997
- Wim Hendriks Trofee